# Örebro folkbank
Örebro folkbank grundades 1867 och var Sveriges första folkbank. Banken grundades av Arvid Gumælius med tyska Hamburger Volksbank som förebild. Banken övertogs 1933 av Södermanlands Enskilda Bank.